# Дао, Эльесс
Эльесс Дао (фр. Elyess Dao; родился 20 ноября 2006, Тулуза, Франция) — марокканский футболист, нападающий бельгийского клуба «Андерлехт».

## Клубная карьера
Воспитанник академии «Тулузы», в июле 2024 года Дао присоединился к «Амьену». 16 августа 2024 года дебютировал за новый клуб, выйдя на замену в матче Лиги 2 против «Ред Стар». 16 ноября 2024 года забил свой первый гол за «Амьен» в матче Кубка Франции против «Флёри 91».
3 февраля 2025 года перешёл в бельгийский «Андерлехт». 9 февраля, спустя 6 дней после трансфера, дебютировал в Про-лиге, выйдя на замену в матче против «Антверпена».

## Карьера в сборной
Выступал за сборные Марокко до 18 и до 20 лет.